# Árpád Berczik (författare)

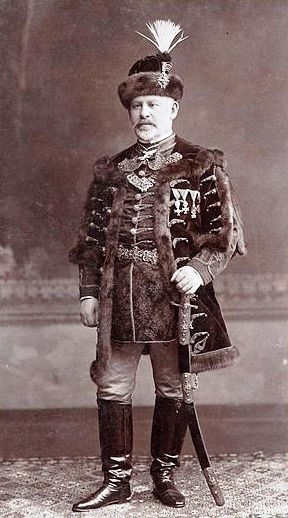
Árpád Berczik

Árpád Berczik, född 8 juli 1842 i Temesvár, Rumänien, Osmanska riket, död 16 juli 1919 i Budapest, Österrike-Ungern, var en ungersk författare. 
Berczik var länge chef för ungerska officiella pressbyrån och ministerialråd samt pensionerades 1904. Han började som mycket ung skriva för scenen och blev en ofta spelad komediförfattare. Nämnas kan Adam és Eva (1862), A férj szökik (1866), A bálkirálynö (1885), A svihákok (1889), Himfy dalai (1898) och folkpjäserna A székelyföldön (1874), Azigmándi kispap (1881) och A parasztkisaszszony (1886). Han författade förutom lustspel och enaktare även humorfulla berättelser som Vig órák (1888) och A figyelmes férj (1906). Hans pjäser (Szinmüvei) är utgivna i fem band (1912). Han var ledamot av Ungerska akademien.